# Sébastien Lecornu
Sébastien Lecornu   (Eaubonne, 11 de juny de 1986) és un polític francès, ministre de territoris d'ultramar del 2020 al 2022 i ministre de les Forces armades des de 2022.

## Biografia
Nascut a Eaubonne, Val-d'Oise, es va afiliar a la Unió per a un Moviment Popular (UMP) el 2002 i va estudiar a la Universitat de Panteó-Assas.
El 2005, va ser ajudant parlamentari de Franck Gilard, membre de l'Assemblea Nacional per l'Eure; Lecornu va ser, en el seu moment, l'ajudant parlamentari més jove en l'Assemblea Nacional. El 2008 va ser assessor del Secretari d'Estat per Afers europeus Bruno Le Maire; amb 22 anys Lecornu era l'assessor més jove en el govern del Primer ministre François Fillon.
És membre de la reserva operacional de la Gendarmeria Nacional Francesa amb els galons de tinent. Va ser coronel especialista de reserva la tardor de 2017.

## Carrera política

### Eleccions locals
En les eleccions municipals de 2014, Sébastien Lecornu va ser elegit Alcalde de Vernon. Com era incompatible amb el Doble mandat, va abandonar l'ajuntament de Vernon el 4 de desembre de 2015.
A les eleccions departamentals de 2015 va ser elegit regidor pel cantó de Vernon derrotant Catherine Delalande, i es va convertir en President del Consell Departamental de l'Eure.
Destaca la seva negativa per pujar impostos i l'administració rigorosa de diners públics. Mediapart assenyala que empaitar estafadors de l'RSA ha estat - amb gran suport de comunicació - l'emblema de la política del departament des de l'arribada de Sébastien Lecornu. També va tancar dues universitats d'educació prioritària, que va justificar pel seu baix índex d'ocupació.

### Secretari d'Estat
El 2017, va ser promogut per ser Secretari d'Estat al Ministre d'ecologia i Transició Inclusiva pel President Emmanuel Macron.
Llavors va ser suspès dels seus deures pel partit dels Republicans i en va ser exclòs el 31 d'octubre de 2017, amb Gérald Darmanin, també membre del govern, i el membre de l'Assemblea Nacional, Franck Riester i Thierry Solère. Llavors es va incorporar a La República En Marxa!.
Nicolas Hulot li va delegar els assumptes relacionats amb l'energia. En particular, li van ser confiats diversos arxius sensibles com la clausura de la planta nuclear de Fessenheim, l'obertura de l'EPR de Flamanville, o el projecte d'abocament de residus nuclears de Cigeo a Bure.

### Ministre d'organització territorial i d'Ultramar
El 16 d'octubre de 2018, Sébastien Lecornu va ser nomenat Ministre d'organització territorial depenent del Ministre de Relacions i Cohesió Territorial amb Autoritats Locals, Jacqueline Gourault.
El 14 de gener de 2019, va ser nomenat per Emmanuelle Wargon per dirigir el "gran debat nacional", organitzat per sortir de la crisi causada pel moviment d'armilles grogues.
El 6 de juliol de 2020 va ser nomenat ministre de territoris d'ultramar al govern Jean Castex.

### Ministre de les Forces armades
El 20 de maig de 2022 va ser nomenat ministre de les Forces armades al govern Élisabeth Borne.